# Pseudochazara gilgitica
Pseudochazara gilgitica is een vlinder uit de familie van de Nymphalidae, uit de onderfamilie van de Satyrinae. De soort is voor het eerst wetenschappelijk beschreven door Harry Christopher Tytler in een publicatie uit 1926.

## Verspreiding
De soort komt voor in Noordoost-Afghanistan (Shighnan)  en Noord-Pakistan (Gilgit, de Shandurpas).

## Vliegtijd en habitat
De vlinder vliegt in juli en augustus op hellingen van kleisteen tussen 2500 en 4100 meter.

## Ondersoorten
- Pseudochazara gilgitica gilgitica (Tytler, 1926) (Noord-Pakistan)
- Pseudochazara gilgitica pamirica Bogdanov, 2004 (Shighnan in Afghanistan)